# فرودگاه محلی سوت جرسی
فرودگاه محلی سوت جرسی (به انگلیسی: South Jersey Regional Airport) یک فرودگاه همگانی بهره‌برداری هوایی با کد یاتا LLY است که یک باند فرود آسفالت دارد و طول باند آن ۱۱۸۳ متر است. این فرودگاه در کشور ایالات متحده آمریکا قرار دارد و در ارتفاع ۱۶ متری از سطح دریا واقع شده‌است.